# Alduin II van Angoulême
Alduin II van Angoulême (overleden in 1032) was van 1028 tot aan zijn dood graaf van Angoulême. Hij behoorde tot het huis Taillefer.

## Levensloop
Alduin II was de oudste zoon van graaf Willem IV van Angoulême en diens echtgenote Gerberga, dochter van graaf Godfried I van Anjou. In 1028 volgde hij zijn vader op als graaf van Angoulême.
Onmiddellijk na zijn troonsbestijging liet hij meerdere vrouwen die van hekserij beschuldigd werden op de brandstapel verbranden. Bovendien werd zijn erfopvolging betwist door zijn jongere broer Godfried, die vanuit de burcht van Blaye Alduin bekampte. Vervolgens belegerde Alduin de burcht en na een beleg van acht dagen moest Godfried zich overgeven. Uiteindelijk schonk hij zijn broer vergiffenis en gaf hij hem twee burchten in Saintonge. 
Alduin stierf in 1032. Hij was gehuwd met Alaisia, dochter van burggraaf Grimoard van Fronsac. Hun kinderen erfden echter het graafschap Angoulême niet aangezien hun erfrechten verdrongen werden door Alduins broer Godfried.